# کشتارهای دیاربکر
کشتارهای دیاربکر (ارمنی: Դիարբեքիրի ջարդերը) به مجموعه کشتارهایی گفته می‌شود که بین سال‌های ۱۸۹۴–۱۸۹۶ در ولایت دیاربکر امپراتوری عثمانی رخ داد. این کشتارها که بخشی از کشتارهای سیستماتیک حمیدیه بودند با هدف حذف مسیحیان آشوری و ارمنی از این ولایت انجام می‌شدند.